# Louis Viollier
Pour les articles homonymes, voir Viollier.
Louis Viollier, né le 26 juillet 1852 à Genève et mort le 7 mars 1931 également à Genève, est un architecte suisse.

## Biographie
Il suit ses études à l'université de Genève et à École des beaux-arts de Paris. Dès 1879 et jusqu'en 1889, il est l'architecte de la ville de Genève, chargé entre autres de la restauration de la Chapelle des Macchabées et de la transformation du collège Calvin, entre 1886 et 1889,. Il est ensuite chargé de la restauration de la cathédrale Saint-Pierre.
Louis Viollier a épousé Laure Kunkler, fille du peintre saint-gallois Jean-Jules Adrien Kunkler (1829-1866), ils ont 7 enfants.